# Marco Polo Cycling-Donckers Koffie
Marco Polo Cycling-Donckers Koffie was een UCI Continentale wielerploeg die opgericht werd in 2003 in Hongkong als Marco Polo Cycling Team. In de periode 2005–2011 was ze geregistreerd in China en zo de eerste Chinese profwielerploeg ooit. Vanaf 2012 was in Ethiopië geregistreerd en kwam ze uit in de UCI Africa Tour. Daarna werd het team opgeheven.
De renners hadden veel verschillende nationaliteiten. Zo waren er renners uit China, Japan, Maleisië, Australië en Nederland. De ploegleiding was Nederlands. In het Marco Polo Cycling Team kregen wielrenners uit niet-traditionele wielerlanden een kans om hun talent te tonen. Wielrenners met meer dan 20 verschillende nationaliteiten hebben deel uitgemaakt van het team. Het team boekte zeges in meer dan 10 internationale UCI etappewedstrijden en honderden topklasseringen in klassementen, etappes en eendaagse wedstrijden.
Sinds 2012 was de ploeg geregistreerd in Ethiopië en bestnd, naast enkele Ethiopiërs en Eritreërs uit de Nederlanders Matthé Pronk en Léon van Bon en de Belgen Sven de Weerdt, Jan Kuyckx en Matthias van Mechelen.

## Ploegen per jaar
- Ploeg 2007